# أندرو غريفيثز (لاعب هوكي الحقل)
أندرو غريفيثز هو لاعب هوكي الحقل كندي، ولد في 11 يناير 1969 في شفيلد في المملكة المتحدة.

## وصلات خارجية
- أندرو غريفيثز على موقع اللجنة الأولمبية الدولية (الإنجليزية)
- أندرو غريفيثز على موقع أوليمبيديا (الإنجليزية)